# ささきえり
ささき えり（1995年 - ）は、日本の映像作家、アニメーター。千葉県生まれ。
主に、NHKの音楽番組「みんなのうた」などのアニメーションを制作している。

## 作成作品一覧

### みんなのうた
- ◆は、5分間1曲枠の楽曲（ロングのうた）。
- ギターケースの中の僕 / 中嶋ユキノ、浜田省吾（2021年12月・2022年1月放送）